# 파티마트 아바카로바
파티마트 아바카로바(아제르바이잔어: Patimat Abakarova, 1994년 10월 23일 ~ )은 러시아계 아제르바이잔의 태권도 선수이다.
2016년 하계 올림픽 태권도 -49kg급에 참가하여 동메달을 획득하였다.

## 수상
- 타라기 훈장 (2015년)[2]
- 대통령명예학위 (2016년)[3]

## 같이 보기
- 올림픽 태권도 메달리스트 목록